# Els Hupkes
Els Hupkes (Arnhem, 1942 – Ruurlo, 8 juni 2016) was een Nederlandse beeldend kunstenaar.
Hupkes deed de Akademie voor beeldende kunst en kunstnijverheid te Arnhem. Ze maakte onder meer houtsneden, linoleumsneden en grafiek. Daarnaast maakte ze illustraties voor tijdschriften als Intermagazine en Vrij Nederland.
Hupkes was getrouwd met Ferdi Elsas, de ontvoerder en moordenaar van Gerrit Jan Heijn, iets waar ze zelf in eerste instantie van zei niks van te willen weten. Ze aanvaardde het pas toen ze erover schreef in haar boek, de sleutelroman De kleine Britt: het leven na de overval.